# Ꚁ
Ꚁ (minúscula ꚁ; Cursiva: Ꚁ ꚁ, transliterado como dwe) es una letra del alfabeto cirílico. La letra cirílica tiene un trazo vertical que sobresale (hacia arriba), como ocurre con Ґ ( ґ Ґ ґ), en la esquina superior izquierda de la de cirílica (Д д Д д).
Dwe fue utilizado en el anterior alfabeto cirílico viejo del idioma abjasio, donde representaba la oclusiva alveolar sonora //dʷ//. Corresponde a Дә en el alfabeto actual.

## Computando códigos
| Carácter      | Ꚁ                           | Ꚁ                           | ꚁ                         | ꚁ                         |
| ------------- | --------------------------- | --------------------------- | ------------------------- | ------------------------- |
| Unicode       | CYRILLIC CAPITAL LETTER DWE | CYRILLIC CAPITAL LETTER DWE | CYRILLIC SMALL LETTER DWE | CYRILLIC SMALL LETTER DWE |
| Codificación  | decimal                     | hex                         | decimal                   | hex                       |
| Unicode       | 42624                       | U+A680                      | 42625                     | U+A681                    |
| UTF-8         | 234 154 128                 | EA 9A 80                    | 234 154 129               | EA 9A 81                  |
| Ref. numérica | &#42624;                    | &#xA680;                    | &#42625;                  | &#xA681;                  |